# Wolframs-Eschenbach
Wolframs-Eschenbach é uma cidade da Alemanha, localizado no distrito Ansbach, no estado de Baviera.